# Польовий садок
Польовий Садок — ботанічна пам'ятка природи місцевого значення в Україні. Об'єкт розташований на території Кропивницького району Кіровоградської області, поблизу села Катеринівка та Обознівка.  
Площа пам'ятки природи становить 3,3 га, статус природоохоронної території було отримано  25.12. 2001 року. 
Ботанічна пам'ятка природи місцевого значення "Польовий садок" створена з метою збереження у природному стані ландшафту місцевості, охорони цінних видів рослин та тварин, які підлягають особливій охороні на території Кіровоградської області. Невелика ділянка пам'ятки природи вкрита природною степовою трав'янистою рослинністю.
Основними завданнями Пам'ятки природи є:
- охорона і збереження рідкісних видів рослин, занесених до Червоної книги України, а саме: ковила волосиста (Stipa capillata), астрагал шерстистоквітковий (Astragalus dasyanthus);
- збереження біологічного та ландшафтного різноманіття;
- підтримання загального екологічного балансу.[2]

Рідкісні і червонокнижні види, виявлені на даній території: дзвінець безкрилий, хвилівник звичайний, волошка скабізовидна, вощанка мала, цмин пісковий, сухрцвіт однорічний, буквиця лікарська, алтея лікарська, ковила волосиста, астрагал шерстистоквітковий, валеріана пагорбкова. Тут знайдений представник перетинчастокрилих - руда мурашка, яка занесена до списку зникаючих тварин Європи.[джерело?].

## Галерея

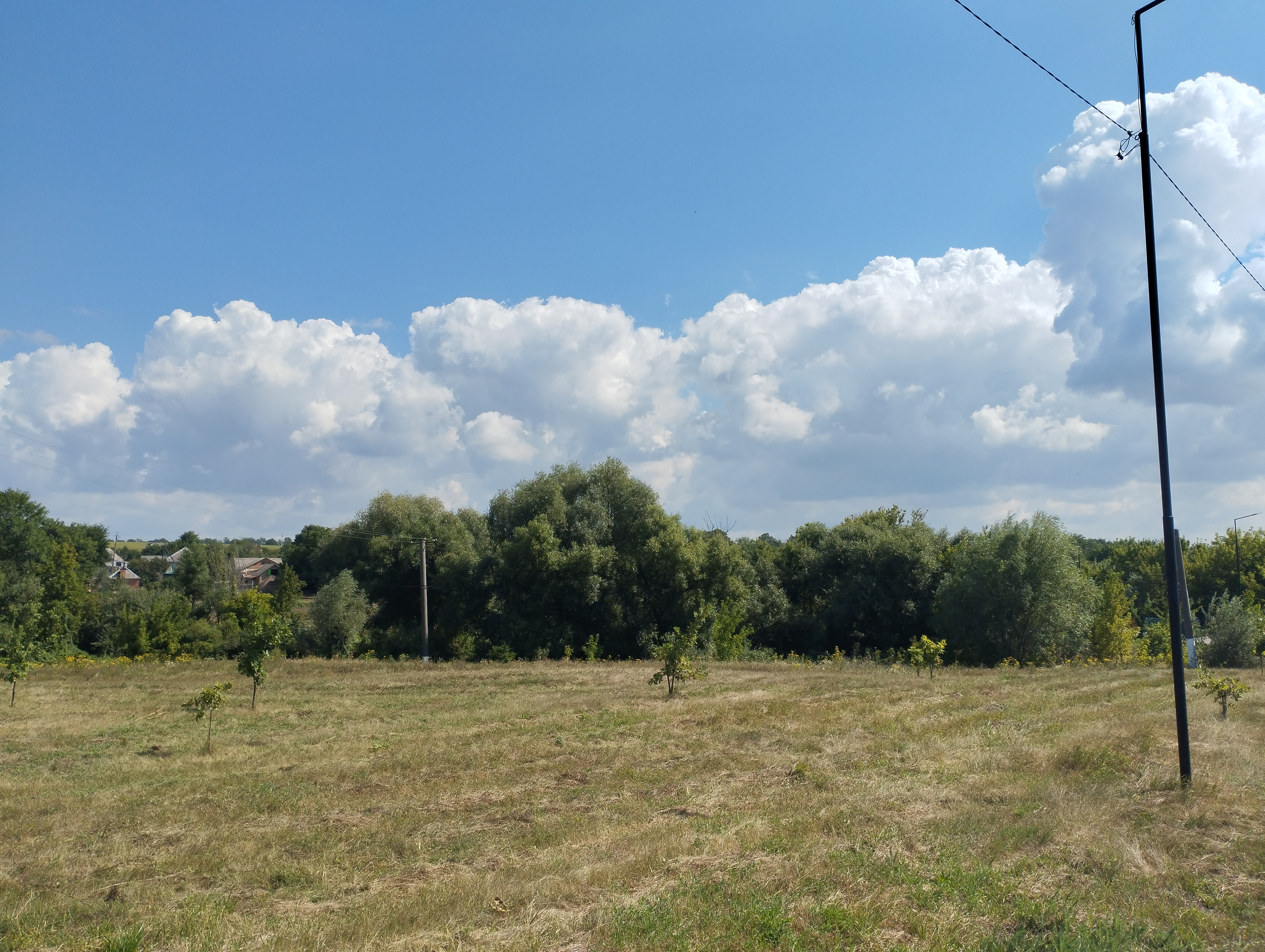
Вид на пам'ятку природи з вул. Польової, серпень 2025
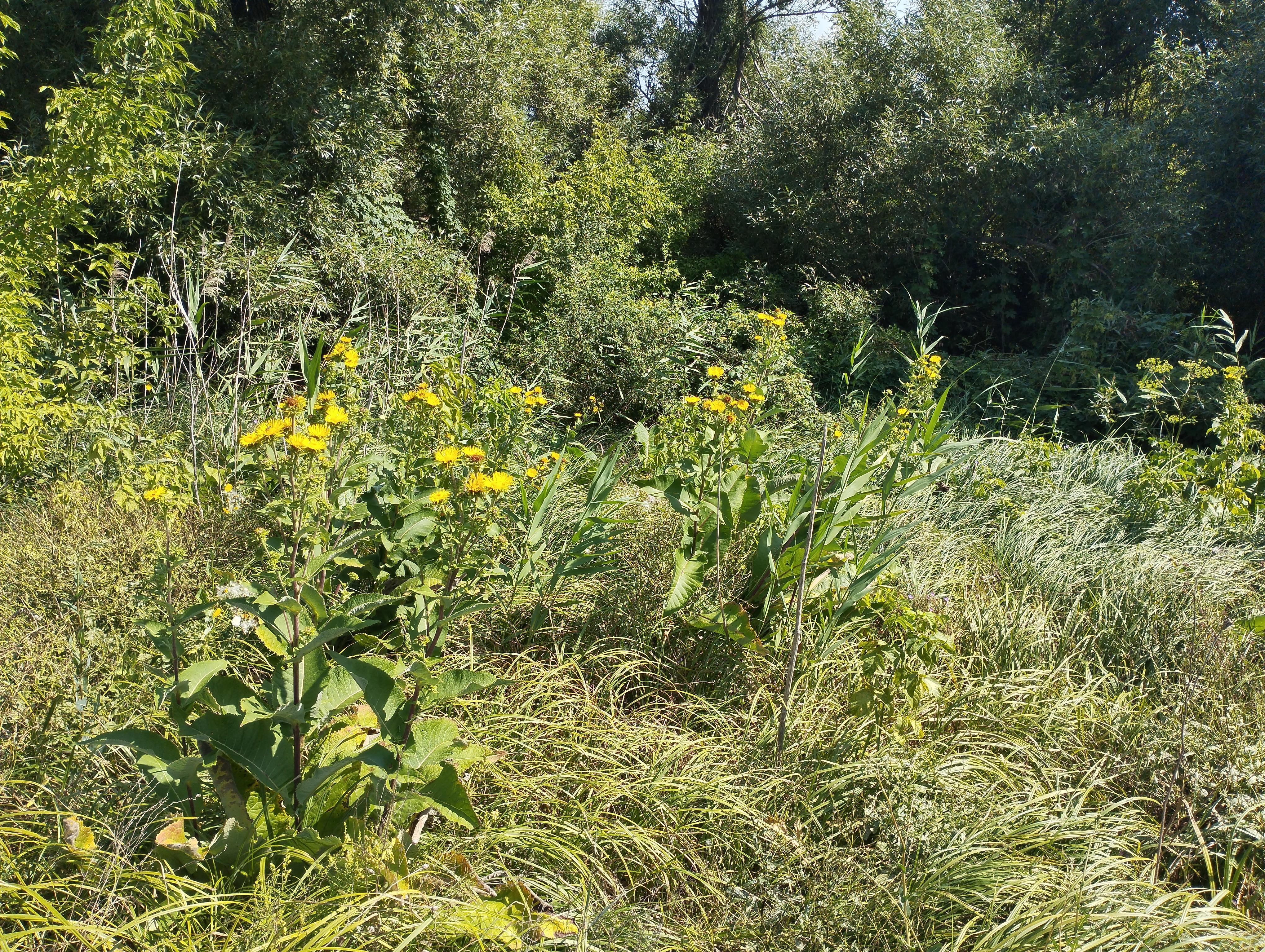
Рослинність пам'ятки природи
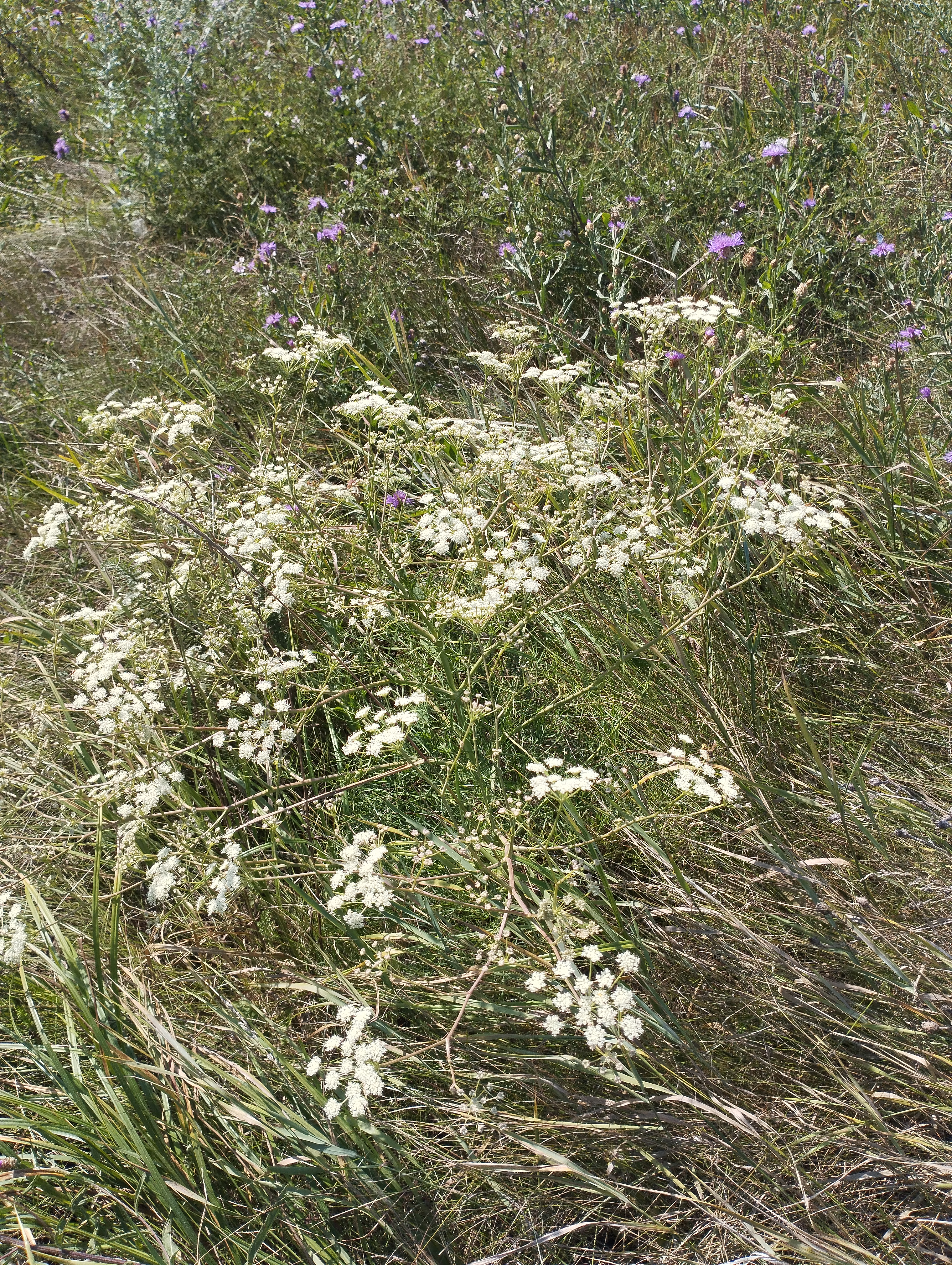
Кучерявець шорсткий
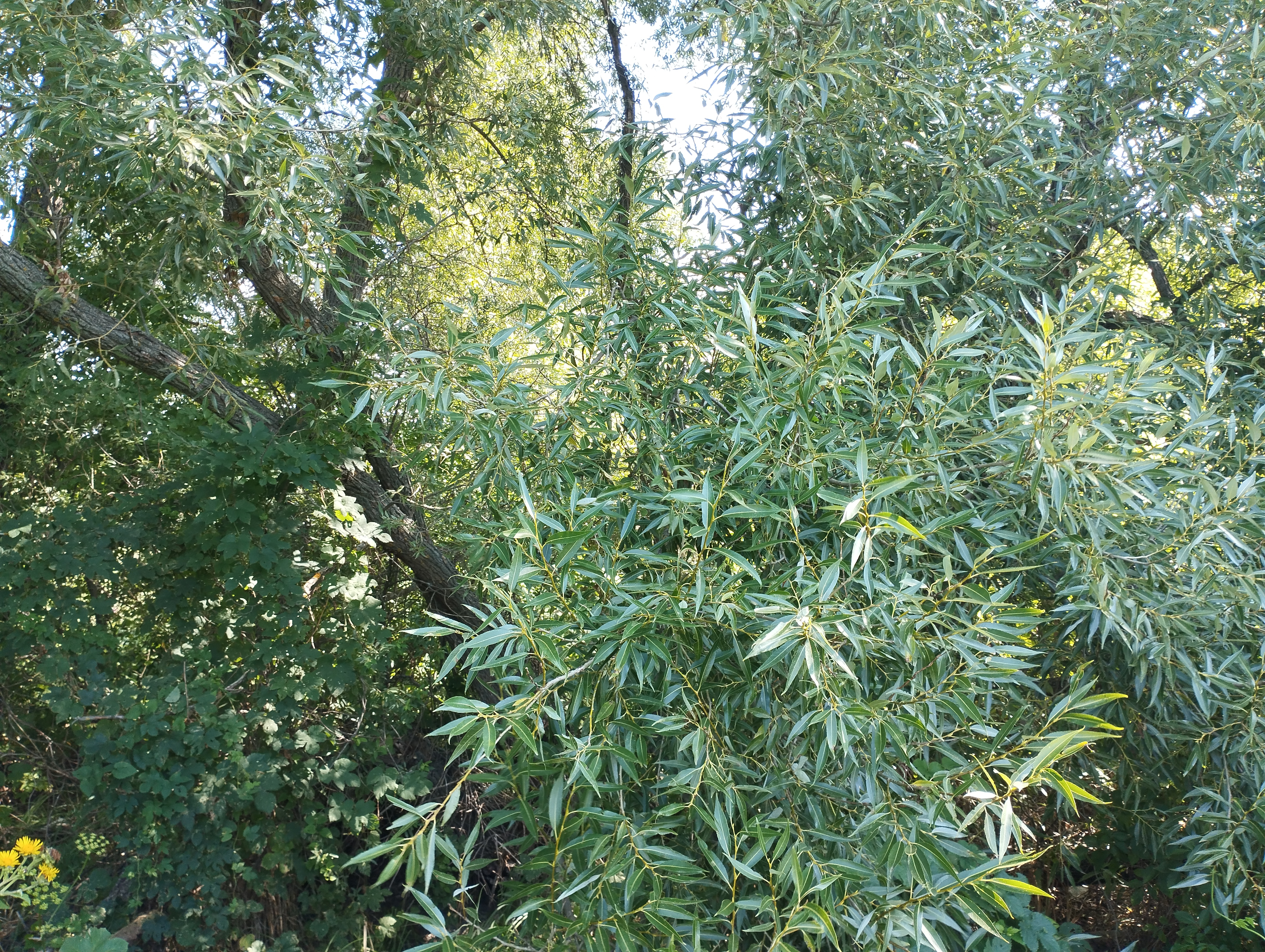
Верба біла
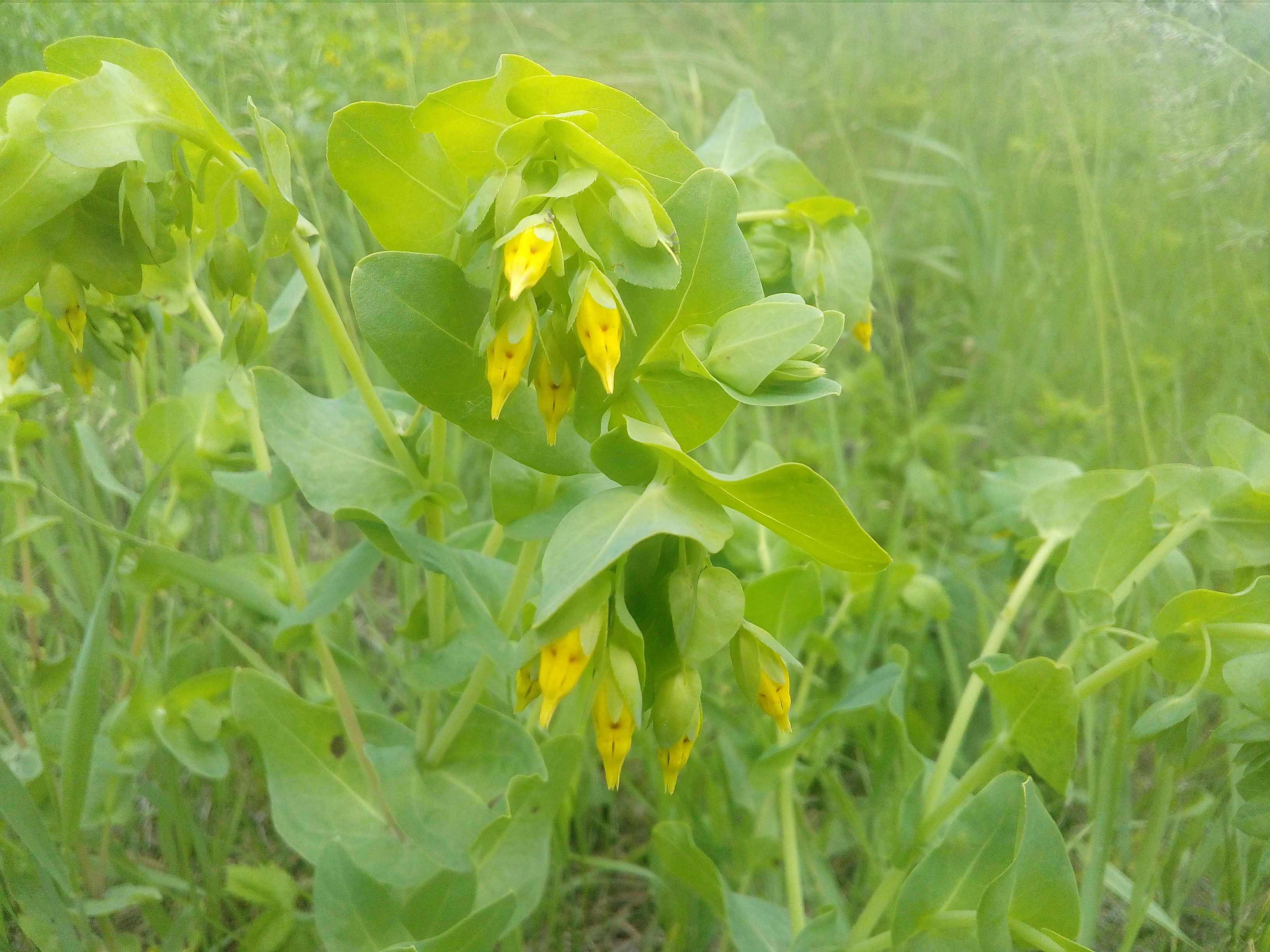
Вощанка мала